# Charles Bradlaugh
Charles Bradlaugh (ur. 26 września 1833 w Londynie, zm. 30 stycznia 1891 tamże) – brytyjski ateista, wolnomyśliciel i sekularysta.
Na świat przyszedł w dzielnicy Hoxtin w Londynie. Karierę rozpoczął w 1850 roku od służby wojskowej, jednak już w 1853 roku został sekretarzem prawnika. Następnie pracował jako dziennikarz popierając radykalne i wolnomyślicielskie poglądy. Od 1858 roku przewodniczył Towarzystwu Sekularystycznemu w Londynie. Po publikacji The Fruits of Philosophy (Owoce filozofii) dotyczącej antykoncepcji, w 1876 roku został skazany (wraz z Annie Besant), na karę więzienia. Wyrok ten unieważnił jednak sąd apelacyjny. W 1880 roku został deputowanym do Parlamentu, z okręgu Northampton. Będąc ateistą odmówił złożenia przysięgi, a oświadczenia wierności zamiast przysięgi nie pozwolono mu złożyć. Jako ateista stał się obiektem niewybrednych ataków. Przyczynił się do zreformowania procedur parlamentarnych przez poparcie ustawy o składaniu przysięgi parlamentarnej z 1888 roku.
Pochowany został na Brookwood Cemetery, w hrabstwie Surrey.